# 勒沃德勒伊
勒沃德勒伊（法語：Le Vaudreuil，法語發音：[lə vodʁœj]）是法国厄尔省的一个市镇，位于该省北部偏东，属于莱桑德利区。

## 地理
勒沃德勒伊（49°15'23"N, 1°12'20"E）面积14.22 平方千米，位于法国诺曼底大区厄尔省，该省份为法国北部内陆省份，北起滨海塞纳省，西接奧恩省和卡爾瓦多斯省，南至厄尔-卢瓦省，东临瓦兹省、瓦兹河谷省和伊夫林省。
勒沃德勒伊的时区为UTC+01:00、UTC+02:00（夏令时）。

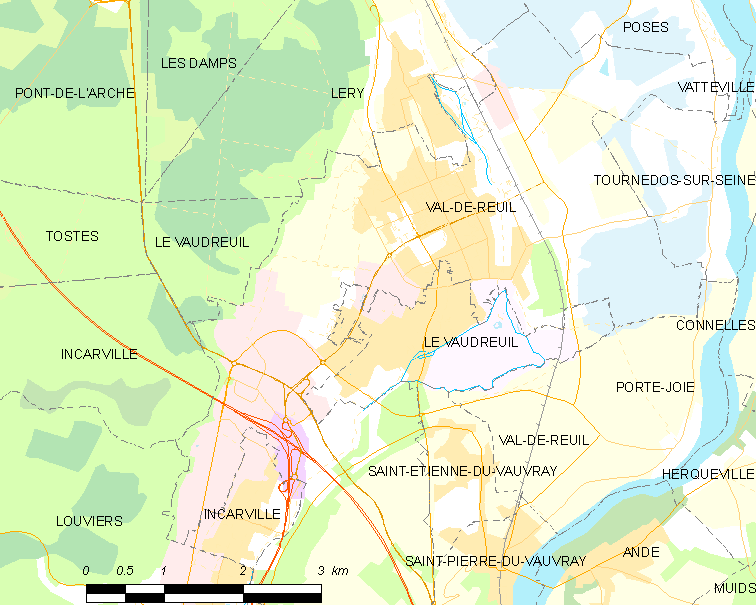
勒沃德勒伊的OSM定位图

## 行政
勒沃德勒伊的邮政编码为27100，INSEE市镇编码为27528。

## 政治
勒沃德勒伊所属的省级选区为瓦勒德勒伊县。

## 人口

1962-2008年间勒沃德勒伊人口变化图示

勒沃德勒伊于2022年1月1日时的人口数量为3622人。